# Ostana
Ostana (italià Ostana) és un municipi italià, situat a la regió del Piemont. L'any 2007 tenia 74 habitants. Està situat a la Vall del Po, dins de les Valls Occitanes. Limita amb els municipis de Banhòl, Barge, Criçòl, Oncin i Paesana.

## Administració
| Període | Identitat        | Partit  |
| ------- | ---------------- | ------- |
| 2004-   | Giacomo Lombardo | L'Ulivo |